# Zaniskari
Zaniskari o Zanskari è una razza equina di pony del Ladakh, nel nord dell'India. Deve il suo nome alla valle o regione dello Zanskar nel distretto di Kargil. È simile alla razza spiti dell'Himachal Pradesh, ma è meglio adattata al lavoro ad alta quota. Come gli spiti, mostra affinità con il pony tibetano che vive dall'altro versante dell'Himalaya, nel confinante Tibet. È di taglia media e spesso è di colore grigio. La razza è considerata in pericolo, in quanto ne esistono poche centinaia di esemplari viventi, e a Padum (nello Zanskar, nel distretto del Ladakh) è stato avviato un programma di conservazione.

## Storia
Nel 1977 la popolazione di cavalli zaniskari si aggirava tra i 15 000 e i 20 000. Nel 2007 la FAO categorizzava la razza come "non a rischio". Tuttavia, la sua sopravvivenza è stata messa in pericolo da incroci indiscriminati con altre razze e si pensa che sussistano poche centinaia di esemplari di razza pura, principalmente nelle valli del Ladakh, compreso il gorgo dello Zanskar da cui la razza prende il proprio nome. Il Dipartimento di allevamento animale di Jammu e Kashmir opera in una fattoria a Padum per la selezione e la preservazione della razza. La popolazione ha subito un rapido declino a causa della meccanizzazione e all'aumento del numero di strade nella sua area nativa. Ciononostante, nel 2006 la popolazione non mostrava segni significativi del fenomeno genetico del collo di bottiglia.
Nel 2013 c'erano circa 9 700 cavalli. Nel 2022 il DAD-IS ha portato lo stato di conservazione della razza al livello "a rischio/critico", sulla base di una popolazione riportata di 346 equini.
Nel 2007 un'analisi genetica di cinque cavalli indiani ha riscontrato una vicinanza genetica degli zaniskari alle razze manipuri, spiti e bhutia, e distanza dalla razza marwari. Nel 2014 uno studio di tutte e sei le razze indiane ha raggruppato gli zaniskari con bhutia, manipuri e spiti, con una particolare vicinanza alla razza spiti.

## Descrizione
Gli zaniskari sono forti, compatti e ben torniti, particolarmente adatti al lavoro in un ambiente ipossico quale quello del Ladakh. L'altezza oscilla tra i 120 e i 140 cm; la circonferenza toracica è tra i 55 e i 60 cm, mentre la lunghezza del corpo tra i 38 e i 45 cm. Il colore più comune del mantello è il grigio; sono possibili anche il baio, il marrone, il nero e il marrone rossastro.

## Utilizzi
Gli zaniskari sono particolarmente adatti a lavorare come animali da soma ad alta quota e in condizioni difficili quali quelle della loro regione nativa, compresa tra i 3000 e i 5000 m sul livello del mare, e dove le temperature possono scendere fino a -40 °C. È una razza forte e stabile, con buona resistenza. L'esercito indiano nel Ladakh li utilizza come animali da soma. Sono altresì impiegati per l'equitazione e per il polo.